# 아라로
아라로(Ara-ro)는 인천광역시 서구 시천동에서 계양구 장기동까지 이르는 인천광역시도로, 총 연장은 5.520 km이다. 이름이 유래된 것은 경인 아라뱃길 조성으로 향후 위치예측성을 고려하여 제명되었다.

## 역사
- 2009년 7월 6일 : 도로명으로 아라로로 고시

## 주요 경유지
- 서구
  - 시천동
- 계양구
  - 둑실동 - 목상동 - 갈현동 - 다남동 - 장기동

## 접촉하는 도로
- 서곶로
- 수소길
- 둑실길
- 장제로

## 주요 건물 및 시설
- 경인아라뱃길 아라마루 (아라로 228/둑실동 135-25)
- 다남공원 (아라로 491/장기동 115-354)

## 같이 보기
- 아라자전거북길
- 정서진로